# Турки в Испании
Турки в Испании — люди полного или частичного этнического турецкого происхождения, которые либо иммигрировали, либо родились в Испании.

## История

### Турецкая миграция с Балкан

#### Болгария
Миграция турецких болгар в Испанию началась ещё в конце 1980-х годов. Это было следствием продолжающегося «процесса возрождения» при коммунистическом правлении (1984—1989 гг.). Агрессивная политика болгаризации, проводимая коммунистическим режимом, встретила сопротивление турецкого населения. Многие были отправлены в тюрьму или концентрационный лагерь Белен, а затем экстрадированы из Болгарии. В результате многие турецкие болгары бежали в Турцию и Западную Европу, включая Испанию. С начала 2000-х годов наблюдается значительный рост числа граждан Болгарии, эмигрировавших в Испанию. Среди этих иммигрантов были этнические турецкие болгары, которые, наряду с этническими болгарами (а также помаками, армянами и другими группами меньшинств), обосновались в Каталонии, Мадриде, Аликанте и Валенсии.

#### Румыния
В период с 2002 по 2011 год произошло значительное сокращение численности турецкого румынского меньшинства в связи с принятием Румынии в Европейский Союз и последующим смягчением правил передвижения и миграции. Таким образом, турецкие румыны, особенно из региона Добруджа, присоединились к другим гражданам Румынии (например, этническим румынам, татарам и т. д.), мигрируя в основном в Испанию, Германию, Австрию, Италию и Великобританию.

### Турецкая миграция из диаспоры
В Испанию также мигрировали этнические турки из современной турецкой диаспоры, в первую очередь британские турки и немецкие турки, прибывшие в Испанию в качестве граждан Великобритании и Германии.

## Демография
Большинство турок в Испании — недавние иммигранты и живут в основном в Каталонии (особенно в Барселоне), затем в Мадридском сообществе и Валенсийском сообществе (особенно в Аликанте). Небольшие общины также сформировались в Андалусии и на Балеарских островах.

## Организации и ассоциации
- Casa Turca (Турецкий дом)[7]
- Альянс цивилизаций — форум, спонсируемый Испанией и Турцией

## Знаменитые турки в Испании
- Серджан Сарарер — футболист (родился в Германии; отец — турок, мать — уроженка Испании)
- Умит Хусейн — литературный переводчик и устный переводчик (родился в Великобритании; родители — турки-киприоты)[8]
- Хусейн Салем — бизнесмен (родился в Египте; мать — турчанка, отец — араб)[8]